# Guillaume II. de Lamoignon, seigneur de Blancmesnil et de Malesherbes

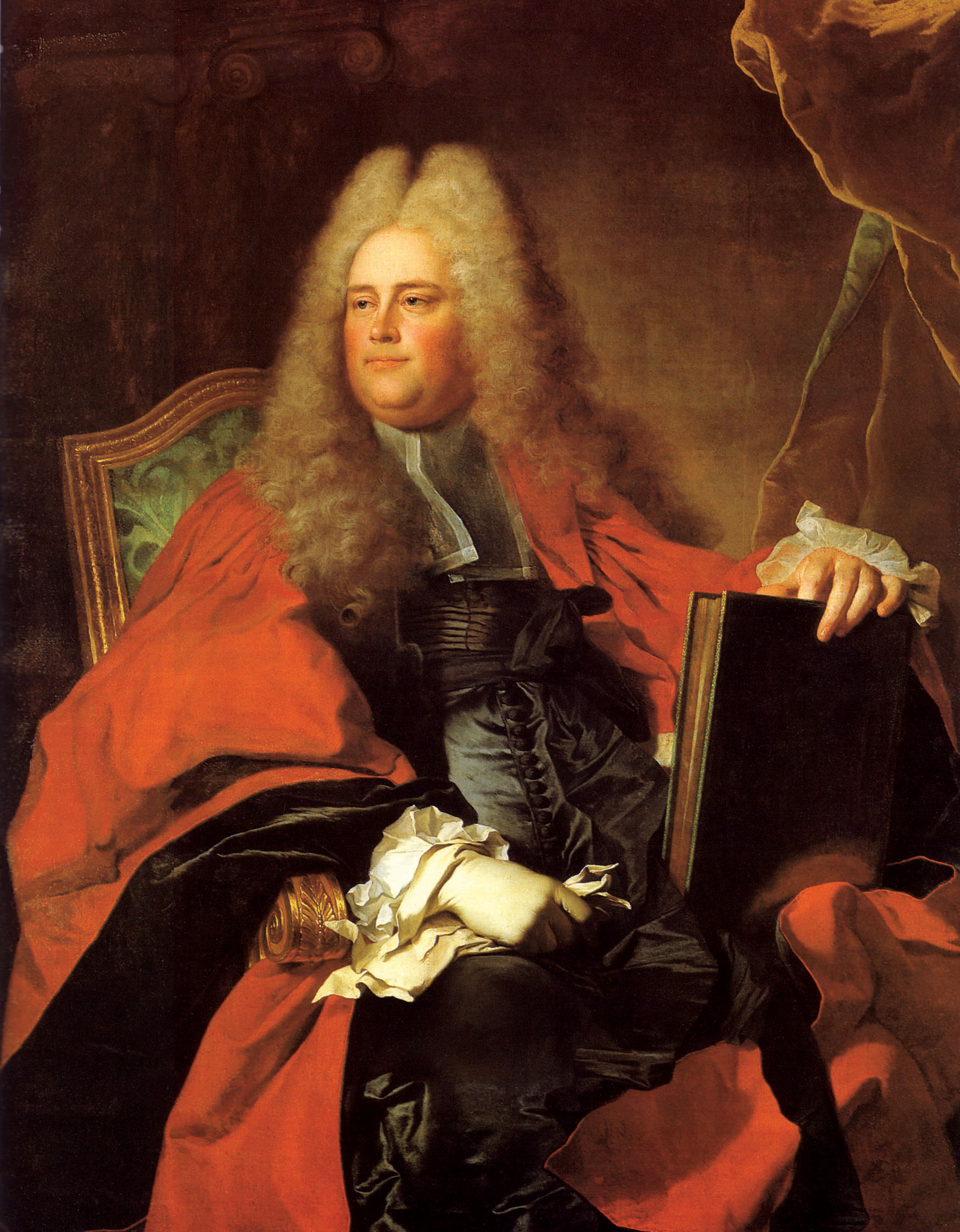
Porträt von Guillaume de Lamoignon, Hyacinthe Rigaud, 1716, Privatbesitz

Guillaume (II.) de Lamoignon, Seigneur de Blanc-Mesnil et de Malesherbes (* 6. März 1683 in Paris; † 12. Juli 1772 ebenda) war ein französischer Magistrat. Von 1750 bis 1768 war er Kanzler von Frankreich.

## Leben
Guillaume de Lamoignon war der zweite Sohn von Chrétien François de Lamoignon und Marie-Jeanne Voisin.
Am 19. Juli 1702 war er Avocat beim Parlement von Paris, am 4. Juni 1704 Conseiller und am 2. Juni 1707 Avocat général im selben Parlement. Am 20. Dezember 1723 wurde er zum Président à mortier ernannt, vom 9. Mai 1746 bis 1749 war er Erster Präsident der Cour des aides. Er war ein ausgezeichneter Jurist mit Esprit, der sich für Literatur und Geschichte begeisterte, in Bezug auf Sitten und Frömmigkeit untadelig und – was damals im Pariser Parlament ungewöhnlich war – dem Jansenismus gegenüber unempfindlich.
Am 9. Dezember 1750 wurde er zum Kanzler von Frankreich ernannt (ohne die Siegel, die kurz zuvor Jean-Baptiste de Machault d’Arnouville anvertraut worden waren), als Nachfolger von Henri François d’Aguesseau, der zurückgetreten war, und nachdem Henri Henri François de Paule Lefèvre d’Ormesson sich aus Altersgründen geweigert hatte, das Amt zu übernehmen, was geheim gehalten wurde. Die parlamentarische Fronde erreichte damals ihren Höhepunkt, und Lamoignon, dem es keineswegs an Autorität mangelte, ertrug diese ständigen Machtkämpfe nur schwer und verzweifelte daran, dass er in der Umgebung Ludwigs XV. nicht den Willen fand, sich ihnen entgegenzustellen.
Entweder war der König der Widerstandsbestrebungen seines Kanzlers schließlich überdrüssig geworden oder dieser hatte es, wie behauptet wurde, versäumt, Madame de Pompadour den Hof zu machen. Als man ihn um seinen Rücktritt bat, lehnte er ab und wurde am 3. Oktober 1763 auf sein Schloss Malesherbes verbannt. Er reichte seinen Rücktritt schließlich fünf Jahre später, am 14. September 1768, ein, als niemand mehr daran dachte, ihn von ihm zu verlangen.

## Ehe und Familie
Guillaume de Lamoignon heiratete am 1. September 1711 in der Kirche Saint-Sulpice in erster Ehe Marie Louise (oder Madeleine Louise) d’Aligre (* 23. Juli 1697; † 1714), Tochter von Etienne d’Aligre (1660–1725), Seigneur de La Rivière und Präsident à mortier im Parlement von Paris, und Marie-Madeleine Le Peletier (1669–1702). Aus dieser Ehe stammten zwei Kinder:
- Chretien Étienne François de Lamoignon (* 16. Oktober 1712; † 15. September 1719)
- Sohn (*/† 24. September 1713)

Er heiratete am 4. März 1715 in zweiter Ehe Marie Elisabeth (oder Anne Elisabeth) Roujault (* um 1691; † 2. November 1734), die Tochter von Nicolas-Etienne Roujault (1662–1723), ehemaliger Intendant in Berry, Hennegau, Poitou und der Normandie, und Barbe-Madeleine Maynon (1668–1758). Aus dieser zweiten Ehe gingen sieben Kinder hervor:
- Sohn (*/† 3. September 1720)
- Marie Élisabeth de Lamoignon de Blancmesnil (* 10. März 1716; † 1758); ⚭ 3. August 1733 César Antoine de La Luzerne, Comte de Beuzeville († vor 1758)
- Barbe Nicole de Lamoignon (* 25. Juni 1717)
- Anne Nicole de Lamoignon (* 6. Juni 1718; † guillotiniert 10. Mai 1794 gemeinsam mit Madame Elisabeth, Schwester des Königs); ⚭ Februar 1735 Jean-Antoine Olivier de Sénozan, Seigneur du Marquisat de Rosny, Erster Präsident der 4. Kammer der Chambre des enquêtes im Parlement
- Marie Louise de Lamoignon (* 7. Juli 1719); ⚭ Guillaume Castanier d’Auriac, Maître des requêtes, dann Premier Président du Grand Conseil
- Chrétien-Guillaume de Lamoignon de Malesherbes (* 6.  Dezember 1721; † guillotiniert 22. April 1794), Premier Président de la Cour des Aides, Ministre et Secrétaire d’État; ⚭ 4, Februar 1749 Marie Françoise Thérèse Grimod de La Reynière, Tochter von Gaspard Grimod, Seigneur de La Reynière et de Clichy-La Garenne, und Marie Madeleine Mazade
- Agathe Françoise de Lamoignon (* 4. Februar 1723; † 1806), geistlich im Couvent de la Visitation Saint-Jacques unter dem Namen Marie-Élisabeth de Lamoignon

## Residenzen
- In Paris:
  - bis 1750: Hôtel de Lamoignon, 24 rue Pavée (heute die Bibliothèque historique de la ville de Paris)
  - 1750–1768: Hôtel de la Chancellerie, 13 Place Vendôme (als Dienstsitz, heute das Justizministerium)
- Schloss Malesherbes in Malesherbes, 1718 von Alexandre d’Illiers d’Entragues gekauft.
- Schloss Le Blanc-Mesnil